# Theodor Krauss
Theodor Krauss (* 21. März 1883 in Cannstatt; † 20. September 1962) war ein deutscher Jurist und Richter.

## Leben
Krauss studierte Jura in Tübingen, Kiel und Leipzig, 1901 leistete er als Einjährig-Freiwilliger im Feldartillerie-Regiment Nr. 49 seinen Militärdienst ab. 1902 wurde er Mitglied der Tübinger Studentenverbindung Akademische Gesellschaft Stuttgardia. Von 1910 bis 1913 war er als Rechtsanwalt in Stuttgart tätig. Ab 1913 war Krauss am Amtsgericht Balingen tätig, unterbrochen vom Kriegsdienst im Ersten Weltkrieg von 1914 bis 1918. Nach dem Ersten Weltkrieg ging er zunächst ans Amtsgericht Ulm, dann ins Württembergische Arbeitsministerium, wo er bis 1920 blieb. Bis 1934 arbeitete er dann als Rechtsberater und Geschäftsführer in der Privatindustrie, bevor er von 1934 bis 1945 als Rechtsanwalt in Heilbronn wirkte. Nach dem Krieg kehrte er wieder in den Staatsdienst zurück, zunächst von 1945 bis 1948 am Amts- und Landgericht Heilbronn, von 1948 bis 1950 dann am Deutschen Obergericht für das Vereinigte Wirtschaftsgebiet in Köln. 1950 stieg Krauss dann zum Bundesrichter beim Bundesgerichtshof auf, was er bis 1954 blieb.
Krauss war verheiratet mit Margarete, geb. Mayer.